# Clinton Bennett
Clinton Bennett (Tettenhall, 7 ottobre 1955) è uno storico delle religioni e islamista inglese.
Partecipa attivamente ai contatti fra diverse religioni, studiando in particolare l'Islam e i suoi contatti con le religioni non musulmane. Nominato ministro dei Battisti, è stato missionario in Bangladesh prima di diventare vice direttore per le relazioni interreligiose al British Council of Churches, prendendo il posto di Kenneth Cracknell. Bennett ha anche preso parte alle attività di dialogo del Consiglio ecumenico delle Chiese. Laureatosi nelle Università di Manchester, Birmingham e Oxford, ricopre diversi incarichi tra il Regno Unito e l'America, dove vive adesso. Attualmente scrive per diverse pubblicazioni e insegna a New York all'Università di New Paltz e al Marist College. È membro della Royal Asiatic Society, della Royal Anthropological Institute e del Commitee for the Scientific Examination of Religion. Ha scritto e redatto libri, articoli di giornale e voci enciclopediche.

## Biografia
Bennett nacque a Tettenhall, un quartiere di Wolverhampton, nello Staffordshire, Inghilterra. Nel 1966 migrò in Australia con i suoi genitori, Howard Bennett (1922-1997) e Joan Bennett (1922-2007) e i suoi due fratelli. Completò gli ultimi anni di scuola elementare in Australia e successivamente frequentò la scuola superiore di Maclean, nel Nuovo Galles del Sud. Prese parte a svariate competizioni tra scuole, fu membro del Radio Club, venne eletto studente modello e venne scelto per rappresentare la sua classe nello Student Representative Council. Vinse diversi premi per le sue capacità recitative e per i suoi interessi storici. Dopo aver ottenuto il diploma, lavorò a Sydney come impiegato nel servizio civile. Inizialmente anglicano, Bennett fu battezzato nel 1969, diventando membro del Lower Clarence Baptist Church. 
Bennett ritornò in Inghilterra, ottenendo una laurea in Teologia all'Università di Manchester, dove sviluppò il suo interesse verso le religioni di tutto il mondo, concentrandosi inizialmente sulle religioni indiane. Nel 1978 venne nominato ministro presso la Baptist Union of Great Britain. Nel luglio del 1979, Bennett ottenne un riconoscimento dall'Università di Birmingham grazie ai suoi studi sull'Islam. Successivamente si trasferì in Bangladesh, dove rimase fino al 1982.

## Pubblicazioni

### Victorian Images of Islam
Scritto nel 1992, Victorian Images of Islam mostrò come gli approcci alla religione islamica per mano dei primi studiosi fossero determinate più da preconcetti che da constatazioni vere e proprie. Bennett analizza i lavori di alcuni studiosi, categorizzandoli in Conciliatory approach e Confrontational approach, presentando tre studiosi per ogni categoria. Tali studiosi erano Charles Forster, Frederick Denison Maurice e Reginald Bosworth Smith per il primo gruppo, e William Muir, William St. Clair Tisdall, e John Drew Bate per il secondo. Gli appartenenti al Conciliatory approach erano quegli "scrittori occidentali che misero in discussione il diffuso atteggiamento di superiorità culturale e religiosa che porta a sminuire tutto ciò che non sia europeo". Gli appartenenti al Confrontational, invece, continuarono la tradizionale polemica anti musulmana.